# Trotti Bentivoglio
I Trotti Bentivoglio furono una nobile famiglia di Alessandria, appartenente al patriziato alessandrino e al nuovo patriziato milanese.

## Storia
Le origini della famiglia si trovano nel comune di Castellazzo Bormida, nell'alessandrino, dove nacque Guglielmo (primo membro della famiglia, attestato nell'XI secolo) e suo figlio Martinetto; quest'ultimo sposò Boida Fieschi, della casata dei conti di Lavagna, generando un altro Martinetto. I membri della famiglia ricoprirono ruoli amministrativi a livello locale per conto del ducato di Milano che possedette la città di Castellazzo con tutto l'alessandrino sino alla conquista sabauda del Settecento. Antonio Trotti, celebre militare, divenne capitano di giustizia a Bologna ed ottenne da Giovanni II Bentivoglio, signore di quella città, il permesso di usare il suo cognome e le sue armi annesse a quelle della casata dei Trotti il 25 dicembre 1478, dando così origine alla dinastia dei Trotti Bentivoglio. La famiglia, nel milanese, ottenne nel 1623 il titolo di conte sul feudo di Casal Cermelli a firma di Filippo IV di Spagna, concesso al militare Luigi Trotti Bentivoglio. Suo figlio Gian Galeazzo, fu pure celebre militare al servizio della Spagna.
La famiglia, nel corso dell'Ottocento, diede diversi personaggi legati al Risorgimento come la patriota Costanza Trotti Bentivoglio e partecipò attivamente agli eventi delle Cinque giornate di Milano e della Seconda guerra d'indipendenza italiana. La famiglia si estinse nel 1930 alla morte di Lorenzo Trotti Bentivoglio, pittore e scrittore, il quale donò il suo palazzo ad Alessandria all'amministrazione comunale; nel 1940 vi venne accolta la sede locale dell'archivio di stato.

## Albero genealogico
|                                                                                                |                                                                                                |                                            |                                            | | |                                                                                             |                                                                                             |                                                 |                                                                         | | |                                                                                                  |                                             |                                                                             |                                                                             |                                                                |                                                 |                                                                                          |                                                                                          |
|                                                                                                |                                                                                                |                                            |                                            | | |                                                                                             |                                                                                             |                                                 |                                                                         | | |                                                                                                  |                                             | · Linea originaria                                                          |                                                                             |                                                                |                                                 |                                                                                          |                                                                                          |
|                                                                                                |                                                                                                |                                            |                                            | | |                                                                                             |                                                                                             |                                                 |                                                                         | | |                                                                                                  |                                             |                                                                             |                                                                             |                                                                |                                                 |                                                                                          |                                                                                          |
|                                                                                                |                                                                                                |                                            |                                            | | |                                                                                             |                                                                                             |                                                 |                                                                         | | |                                                                                                  |                                             |                                                                             |                                                                             |                                                                |                                                 |                                                                                          |                                                                                          |
|                                                                                                |                                                                                                |                                            |                                            | | |                                                                                             |                                                                                             |                                                 |                                                                         | | |                                                                                                  |                                             | Antonio I signore di Ovada *? †1502 ⚭ Isabella Guasco *? †?                 |                                                                             |                                                                |                                                 |                                                                                          |                                                                                          |
|                                                                                                |                                                                                                |                                            |                                            | | |                                                                                             |                                                                                             |                                                 |                                                                         | | |                                                                                                  |                                             |                                                                             |                                                                             |                                                                |                                                 |                                                                                          |                                                                                          |
|                                                                                                |                                                                                                |                                            |                                            | | |                                                                                             |                                                                                             |                                                 |                                                                         | | |                                                                                                  |                                             |                                                                             |                                                                             |                                                                |                                                 |                                                                                          |                                                                                          |
|                                                                                                |                                                                                                |                                            |                                            | | |                                                                                             |                                                                                             |                                                 |                                                                         | Francesco II signore di Ovada *? †1515 ⚭ Bianca Visconti *? †? ⚭ Caterina Ordelaffi *? †?                                                       | Francesco II signore di Ovada *? †1515 ⚭ Bianca Visconti *? †? ⚭ Caterina Ordelaffi *? †?                                                       |                                                                                                  | tre figlie                                  | tre figlie                                                                  |                                                                             | Battista fl. 1505 ⚭ Margherita Bozzoli *? †?                   | Battista fl. 1505 ⚭ Margherita Bozzoli *? †?    | Giovanni Galeazzo fl. 1531 (I) ⚭ Ippolita Castiglione *? †? (II) ⚭ Giovanna Lunati *? †? | Giovanni Galeazzo fl. 1531 (I) ⚭ Ippolita Castiglione *? †? (II) ⚭ Giovanna Lunati *? †? |
|                                                                                                |                                                                                                |                                            |                                            | | |                                                                                             |                                                                                             |                                                 |                                                                         | | |                                                                                                  |                                             |                                                                             |                                                                             |                                                                |                                                 |                                                                                          |                                                                                          |
|                                                                                                |                                                                                                |                                            |                                            | | |                                                                                             |                                                                                             |                                                 |                                                                         | | |                                                                                                  |                                             |                                                                             |                                                                             |                                                                |                                                 |                                                                                          |                                                                                          |
|                                                                                                |                                                                                                |                                            |                                            | | | Giovanni Giacomo III signore di Ovada I conte di Ovada *? †~1563 ⚭ Laura Galliciani *? †?   | Giovanni Giacomo III signore di Ovada I conte di Ovada *? †~1563 ⚭ Laura Galliciani *? †?   |                                                 |                                                                         | tre figli | tre figli |                                                                                                  |                                             | Giovanni Paolo *? †~1546 ⚭ Antonia Ghilini *? †? ⚭ Franceschina Roero *? †? | Giovanni Paolo *? †~1546 ⚭ Antonia Ghilini *? †? ⚭ Franceschina Roero *? †? | · Trotti Bentivoglio di · Fresonara e Confienza                | · Trotti Bentivoglio di · Fresonara e Confienza | · Trotti Bentivoglio di · Fresonara e Broni                                              | · Trotti Bentivoglio di · Fresonara e Broni                                              |
|                                                                                                |                                                                                                |                                            |                                            | | |                                                                                             |                                                                                             |                                                 |                                                                         | | |                                                                                                  |                                             |                                                                             |                                                                             |                                                                |                                                 |                                                                                          |                                                                                          |
|                                                                                                |                                                                                                |                                            |                                            | | |                                                                                             |                                                                                             |                                                 |                                                                         | | |                                                                                                  |                                             |                                                                             |                                                                             |                                                                |                                                 |                                                                                          |                                                                                          |
|                                                                                                | Francesco fl. 1572                                                                             | Francesco fl. 1572                         | Antonio *? †?                              | Antonio *? †? | | Leonora fl. 1586 ⚭ Bonifacio Dal Pozzo *? †?                                                | Leonora fl. 1586 ⚭ Bonifacio Dal Pozzo *? †?                                                |                                                 | Lodovico II conte di Ovada fl. 1599 ⚭ Giulia Trotti *? †?               | Lodovico II conte di Ovada fl. 1599 ⚭ Giulia Trotti *? †?                                                                                       | Bianca *? †~1613 ⚭ Giovanni Nicolò Trotti fl. 1607                                                                                              | Bianca *? †~1613 ⚭ Giovanni Nicolò Trotti fl. 1607                                               | tre figli                                   | tre figli                                                                   | Bianca fl. 1570 ⚭ Bartolomeo Roero *? †?                                    | Bianca fl. 1570 ⚭ Bartolomeo Roero *? †?                       |                                                 |                                                                                          |                                                                                          |
|                                                                                                |                                                                                                |                                            |                                            | | |                                                                                             |                                                                                             |                                                 |                                                                         | | |                                                                                                  |                                             |                                                                             |                                                                             |                                                                |                                                 |                                                                                          |                                                                                          |
|                                                                                                |                                                                                                |                                            |                                            | | |                                                                                             |                                                                                             |                                                 |                                                                         | | |                                                                                                  |                                             |                                                                             |                                                                             |                                                                |                                                 |                                                                                          |                                                                                          |
|                                                                                                | Caterina *? †?                                                                                 | Caterina *? †?                             | Alfonso *? †~1624 ⚭ Livia Trotti *? †?     | Alfonso *? †~1624 ⚭ Livia Trotti *? †?                                                                                             | Vittoria *? †1620 ⚭ Giuseppe Merlani *? †?                                                                                         | Vittoria *? †1620 ⚭ Giuseppe Merlani *? †?                                                  | Isabella fl. 1611 ⚭ Andrea Pavaranza *? †1625                                               | Isabella fl. 1611 ⚭ Andrea Pavaranza *? †1625   | Marco Antonio III conte di Ovada *1589 †? ⚭ Marianna Pettenari *? †1662 | Marco Antonio III conte di Ovada *1589 †? ⚭ Marianna Pettenari *? †1662                                                                         | | Francesco *? †1647 ⚭ Francesca Trotti *? †?                                                      | Francesco *? †1647 ⚭ Francesca Trotti *? †? |                                                                             |                                                                             |                                                                |                                                 |                                                                                          |                                                                                          |
|                                                                                                |                                                                                                |                                            |                                            | | |                                                                                             |                                                                                             |                                                 |                                                                         | | |                                                                                                  |                                             |                                                                             |                                                                             |                                                                |                                                 |                                                                                          |                                                                                          |
|                                                                                                |                                                                                                |                                            |                                            | | |                                                                                             |                                                                                             |                                                 |                                                                         | | |                                                                                                  |                                             |                                                                             |                                                                             |                                                                |                                                 |                                                                                          |                                                                                          |
|                                                                                                |                                                                                                |                                            | Giovanni Giacomo *? †1686                  | Giovanni Giacomo *? †1686 | |                                                                                             |                                                                                             | tre figli                                       | tre figli                                                               | Guarnerio Vincenzo IV conte di Ovada *1629 †1671 ⚭ Antonia Marianna Trotti *? †?                                                                | Guarnerio Vincenzo IV conte di Ovada *1629 †1671 ⚭ Antonia Marianna Trotti *? †?                                                                | due figli                                                                                        | due figli                                   |                                                                             |                                                                             |                                                                |                                                 |                                                                                          |                                                                                          |
|                                                                                                |                                                                                                |                                            |                                            | | |                                                                                             |                                                                                             |                                                 |                                                                         | | |                                                                                                  |                                             |                                                                             |                                                                             |                                                                |                                                 |                                                                                          |                                                                                          |
|                                                                                                |                                                                                                |                                            |                                            | | |                                                                                             |                                                                                             |                                                 |                                                                         | | |                                                                                                  |                                             |                                                                             |                                                                             |                                                                |                                                 |                                                                                          |                                                                                          |
| Antonia Marianna *? †? ⚭ (I) Guarnerio Vincenzo Trotti *1629 †1671 ⚭ Diego di Cardona *? †1703 | Antonia Marianna *? †? ⚭ (I) Guarnerio Vincenzo Trotti *1629 †1671 ⚭ Diego di Cardona *? †1703 | Alfonso *? †? ⚭ Anna Laura Inviziati *? †? | Alfonso *? †? ⚭ Anna Laura Inviziati *? †? | Bianca fl. 1663 ⚭ Luca Antonio Colombo *? †?                                                                                       | Bianca fl. 1663 ⚭ Luca Antonio Colombo *? †?                                                                                       | Isabella fl. 1667                                                                           | Isabella fl. 1667                                                                           |                                                 | Marco Antonio *? †~1711                                                 | Marco Antonio *? †~1711 | Lodovico V conte di Ovada I marchese di Fresonara *1667 †1704 ⚭ Maria Antonia Gallarati *? †1745                                                | Lodovico V conte di Ovada I marchese di Fresonara *1667 †1704 ⚭ Maria Antonia Gallarati *? †1745 |                                             |                                                                             |                                                                             |                                                                |                                                 |                                                                                          |                                                                                          |
|                                                                                                |                                                                                                |                                            |                                            | | |                                                                                             |                                                                                             |                                                 |                                                                         | | |                                                                                                  |                                             |                                                                             |                                                                             |                                                                |                                                 |                                                                                          |                                                                                          |
|                                                                                                |                                                                                                |                                            |                                            | | |                                                                                             |                                                                                             |                                                 |                                                                         | | |                                                                                                  |                                             |                                                                             |                                                                             |                                                                |                                                 |                                                                                          |                                                                                          |
|                                                                                                |                                                                                                |                                            |                                            | | |                                                                                             |                                                                                             |                                                 |                                                                         | | Lorenzo Galeazzo II marchese di Fresonara *1702 †1737 ⚭ Paola Simonetta *? †1737                                                                |                                                                                                  |                                             |                                                                             |                                                                             |                                                                |                                                 |                                                                                          |                                                                                          |
|                                                                                                |                                                                                                |                                            |                                            | | |                                                                                             |                                                                                             |                                                 |                                                                         | | |                                                                                                  |                                             |                                                                             |                                                                             |                                                                |                                                 |                                                                                          |                                                                                          |
|                                                                                                |                                                                                                |                                            |                                            | | |                                                                                             |                                                                                             |                                                 |                                                                         | | |                                                                                                  |                                             |                                                                             |                                                                             |                                                                |                                                 |                                                                                          |                                                                                          |
|                                                                                                |                                                                                                |                                            |                                            | | |                                                                                             |                                                                                             |                                                 |                                                                         | Lodovico III marchese di Fresonara *1729 †1808 ⚭ (I) Costanza di Castelbarco-Visconti *? †1783 ⚭ (II) Teresa Fontana Bellinzaghi-Beluschi *? †? | Lodovico III marchese di Fresonara *1729 †1808 ⚭ (I) Costanza di Castelbarco-Visconti *? †1783 ⚭ (II) Teresa Fontana Bellinzaghi-Beluschi *? †? | quattro figli                                                                                    | quattro figli                               |                                                                             |                                                                             |                                                                |                                                 |                                                                                          |                                                                                          |
|                                                                                                |                                                                                                |                                            |                                            | | |                                                                                             |                                                                                             |                                                 |                                                                         | | |                                                                                                  |                                             |                                                                             |                                                                             |                                                                |                                                 |                                                                                          |                                                                                          |
|                                                                                                |                                                                                                |                                            |                                            | | |                                                                                             |                                                                                             |                                                 |                                                                         | | |                                                                                                  |                                             |                                                                             |                                                                             |                                                                |                                                 |                                                                                          |                                                                                          |
|                                                                                                |                                                                                                |                                            |                                            | | | Lorenzo Galeazzo IV marchese di Fresonara *1757 †1840 ⚭ Antonietta Schaffgotsch *1771 †1837 | Lorenzo Galeazzo IV marchese di Fresonara *1757 †1840 ⚭ Antonietta Schaffgotsch *1771 †1837 |                                                 |                                                                         | due figlie | due figlie |                                                                                                  |                                             |                                                                             | Teresa *1765 †1805 ⚭ Carlo Arconati Visconti *1750 †1816                    | Teresa *1765 †1805 ⚭ Carlo Arconati Visconti *1750 †1816       |                                                 |                                                                                          |                                                                                          |
|                                                                                                |                                                                                                |                                            |                                            | | |                                                                                             |                                                                                             |                                                 |                                                                         | | |                                                                                                  |                                             |                                                                             |                                                                             |                                                                |                                                 |                                                                                          |                                                                                          |
|                                                                                                |                                                                                                |                                            |                                            | | |                                                                                             |                                                                                             |                                                 |                                                                         | | |                                                                                                  |                                             |                                                                             |                                                                             |                                                                |                                                 |                                                                                          |                                                                                          |
| Teresa *1796 †1857 ⚭ Antonio Greppi *? †?                                                      | Teresa *1796 †1857 ⚭ Antonio Greppi *? †?                                                      |                                            |                                            | Antonio V marchese di Fresonara *1798 †1879 ⚭ Giacomina Faà di Bruno *? †1844                                                      | Antonio V marchese di Fresonara *1798 †1879 ⚭ Giacomina Faà di Bruno *? †1844                                                      | Costanza *1800 †1871 ⚭ Giuseppe Arconati Visconti *1797 †1873                               | Costanza *1800 †1871 ⚭ Giuseppe Arconati Visconti *1797 †1873                               |                                                 | Lodovico *1805 †1856 ⚭ Sofia Manzoni *1817 †1845                        | Lodovico *1805 †1856 ⚭ Sofia Manzoni *1817 †1845                                                                                                | Margherita *1811 †1867 ⚭ Giacinto Provana di Collegno *1794 †1856                                                                               | Margherita *1811 †1867 ⚭ Giacinto Provana di Collegno *1794 †1856                                | sei figli                                   | sei figli                                                                   | Giuseppe *1797 †1873 ⚭ Costanza Trotti Bentivoglio *1800 †1871              | Giuseppe *1797 †1873 ⚭ Costanza Trotti Bentivoglio *1800 †1871 |                                                 |                                                                                          |                                                                                          |
|                                                                                                |                                                                                                |                                            |                                            | | |                                                                                             |                                                                                             |                                                 |                                                                         | | |                                                                                                  |                                             |                                                                             |                                                                             |                                                                |                                                 |                                                                                          |                                                                                          |
|                                                                                                |                                                                                                |                                            |                                            | | |                                                                                             |                                                                                             |                                                 |                                                                         | | |                                                                                                  |                                             |                                                                             |                                                                             |                                                                |                                                 |                                                                                          |                                                                                          |
| Giuseppe *1819 †1921                                                                           | Giuseppe *1819 †1921                                                                           | due figli                                  | due figli                                  | Lodovico VI marchese di Fresonara *1829 †1914 ⚭ (I) Elisa Lucini Passalacqua *? †1856 ⚭ (II) Maria Barbiano di Belgioioso *? †1913 | Lodovico VI marchese di Fresonara *1829 †1914 ⚭ (I) Elisa Lucini Passalacqua *? †1856 ⚭ (II) Maria Barbiano di Belgioioso *? †1913 |                                                                                             | Maurizio *1843 †1912 ⚭ Giovanna Besana *1851 †?                                             | Maurizio *1843 †1912 ⚭ Giovanna Besana *1851 †? | quattro figli                                                           | quattro figli | |                                                                                                  |                                             |                                                                             |                                                                             |                                                                |                                                 |                                                                                          |                                                                                          |
|                                                                                                |                                                                                                |                                            |                                            | | |                                                                                             |                                                                                             |                                                 |                                                                         | | |                                                                                                  |                                             |                                                                             |                                                                             |                                                                |                                                 |                                                                                          |                                                                                          |
|                                                                                                |                                                                                                |                                            |                                            | | |                                                                                             |                                                                                             |                                                 |                                                                         | | |                                                                                                  |                                             |                                                                             |                                                                             |                                                                |                                                 |                                                                                          |                                                                                          |
|                                                                                                |                                                                                                |                                            |                                            | cinque figlie | cinque figlie | Lorenzo VII marchese di Fresonara *1874 †1930 ⚭ Angela Maria Benzi *? †?                    | Lorenzo VII marchese di Fresonara *1874 †1930 ⚭ Angela Maria Benzi *? †?                    | Eugenia *1876 †? ⚭ Alessandro Avogadro *1871 †? | Eugenia *1876 †? ⚭ Alessandro Avogadro *1871 †?                         | | |                                                                                                  |                                             |                                                                             |                                                                             |                                                                |                                                 |                                                                                          |                                                                                          |
|                                                                                                |                                                                                                |                                            |                                            | | |                                                                                             |                                                                                             |                                                 |                                                                         | | |                                                                                                  |                                             |                                                                             |                                                                             |                                                                |                                                 |                                                                                          |                                                                                          |
|                                                                                                |                                                                                                |                                            |                                            | | |                                                                                             |                                                                                             |                                                 |                                                                         | | |                                                                                                  |                                             |                                                                             |                                                                             |                                                                |                                                 |                                                                                          |                                                                                          |
|                                                                                                |                                                                                                |                                            |                                            | | | †                                                                                           |                                                                                             |                                                 |                                                                         | | |                                                                                                  |                                             |                                                                             |                                                                             |                                                                |                                                 |                                                                                          |                                                                                          |